# واش‌مرغ پاپوآیی
واش‌مرغ پاپوآیی (نام علمی: Megalurus macrurus) نام یک گونه از سرده واش‌مرغ‌های نمادین است.